# Yuta's Bike Park

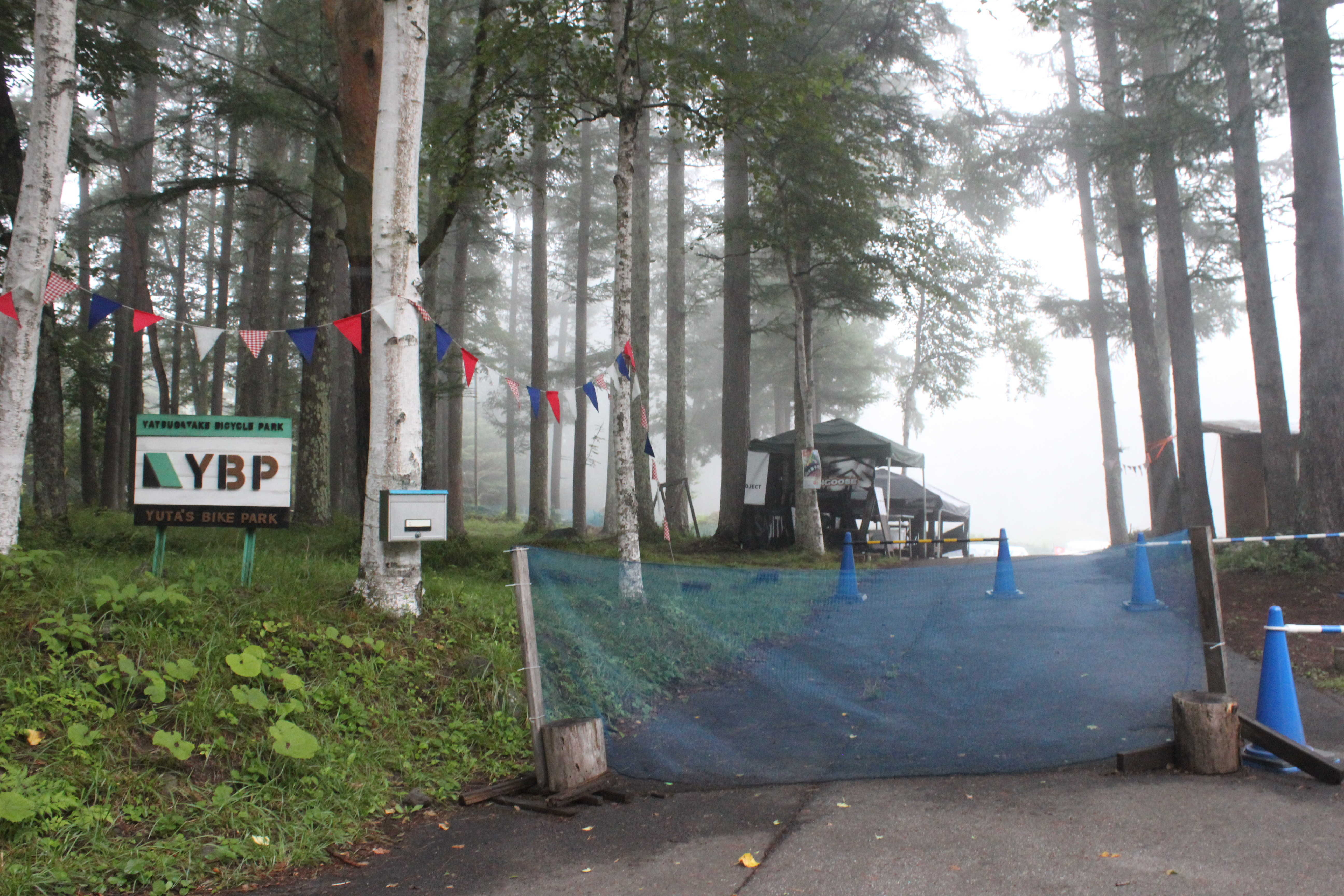
入口

Yuta's Bike Park（ユータズバイクパーク、Yuta's Bike Park、略称：YBP　通称：八ヶ岳バイシクルパーク）は、山梨県北杜市長坂町にある、Yuta's Bike Park（ユータズバイクパーク、Yuta's Bike Park）が運営するBMX/MTBの自転車競技パーク。一般人向けのアマチュアコースの他に、プロ向けのコース（世界基準BMXレースコース、ダートジャンプコース）がある。

## 開業の経緯
1970年初頭にアメリカで生まれたBMXは、次第に空き地などを活用して行われるBMXレースや、BMXを用いて技を競うフリースタイルのスポーツとして認知され始める。日本国内も1979年からBMXが国内に輸入を開始され、アメリカと同様に空き地を利用して草レースが行われるようになる。
次第にBMXがスポーツの競技種目へと進化し、BMXの競技場がアメリカ各地で造成され、後を追うように数は少ないものの日本国内でもBMXの競技場が造成される。その後、BMXは、エックスゲームズ（XGAMES）をはじめとするエクストリームスポーツの仲間入りを果たし、BMXレースやBMXフリースタイルの競技が、より凹凸が激しくエクストリームな要素を含めたスポーツへと変貌する。欧米ではスポーツチャンネルなどからテレビ中継をされるようになり、若者を中心に人気スポーツの仲間入りを果たす。
一方で、日本国内では国内でもBMXの競技場が建設されたものの、認知の低いマイナースポーツのままであり、コースが造成されては閉鎖に追い込まれるなど国内各地で厳しい運営状況のコースが続く。そんな中2008年北京五輪の正式種目としてBMXレースが開催されることが決定する。BMXレースにとっては認知拡大のチャンスを迎えたものの、一般向けのBMXレースコースと、エクストリームスポーツへと進化した世界基準のBMXレースコースでは大きな違いが生じており、日本国内では世界基準コースの造成が行えない状況が続いた。
マイナースポーツであり世界基準コースの造成資金を獲得できない状況が続くため、国内選手と海外のトップ選手とのレベルの差がどんどん開いてしまう。そんな中、世界に通用する人材を輩出したい、という信念で、現役のBMXレーサーでありコースビルダーでもある 栗瀬裕太がコース造成に乗り出し、2011年より世界基準のBMXレースコースであるSXトラックのコース造成へと動きだす。自身のレースの合間を利用して造成したコースは、約３年間の月日を掛け、2013年に、日本国内で初となる世界基準BMXレースコース（SXトラック）の完成、2014年に一般向けのアマチュアコースを併設した状態でグランドオープンを迎える。

## 概要
BMXレースの世界基準コースであるSX（スーパークロス）トラックに、BMXフリースタイルのプロコース、一般向けのアマチュアコースとして、初級・中級・上級者向けのそれぞれのコースを備える。プロ向けと一般人向けのコースが明確に分かれた施設となっている。プロ選手も基礎練習やウォームアップのために一般人向けアマチュアコースを利用することもある。
日本国内で唯一BMXレースの世界基準コースがあることから、世界大会に出場するBMXレーサーたちの練習拠点ともなっているほか、海外のトップレーサーやフリースタイラー（フリースタイルの選手）たちを招聘したイベントを実施する場所ともなっている。

## 沿革
- 2011年、栗瀬裕太がYBPの造成を開始する。[1]
- 2013年、SXトラックが正式オープン。BMXレース日本代表の合宿として利用される。
- 2014年、一般向けのアマチュアコースを造成し、YBPをグランドオープン。
- 2015年、一般向けの初級コースを増設し、一般向けの初級・中級・上級者向けのそれぞれのBMX/MTBコースを備えたスポーツ施設となる。

## 立地
最寄り駅は八ヶ岳高原線の甲斐小泉駅で徒歩15分程度である。急な登り坂が続くため、輪行で施設へ行く場合も手押しで行く必要がある。
都心からは東日本旅客鉄道（JR東日本）新宿駅発中央本線特急で小淵沢駅まで行き、八ヶ岳高原線に乗り換え、最寄りの甲斐小泉駅に行くことができる。
長野方面からは東日本旅客鉄道（JR東日本）小梅線で最寄りの甲斐小泉駅に行くことができる。

### 住所
山梨県北杜市長坂町小荒間（こあらま）1823

## 撮影がされた作品
プロモーションビデオ;
- RedBull　『Behind the Stage』[6]